# Palacio Rivera
El palacio Rivera es un inmueble ubicado en la calle Serrano del barrio Puerto de la ciudad de Valparaíso, Chile. Inaugurado en 1875, y luego de sufrir el terremoto de 1906, fue adquirida como residencia por el político Guillermo Rivera Cotapos,  quien contrató los servicios del arquitecto Ettore Petri para reconstruir la fachada y de Renato Schiavon y Arnaldo Barison para sus interiores.
De estilo neogótico veneciano, destaca su escalera de acceso de ónix, las balaustradas del segundo nivel, y las molduras de yeso internas.